# Меломоза Алта (Порденоне)
Меломоза Алта је насеље у Италији у округу Порденоне, региону Фурланија-Јулијска крајина.
Према процени из 2011. у насељу је живело 44 становника. Насеље се налази на надморској висини од 14 м.